# Йежи Кавалерович
Йѐжи Франчѝшек Кавалеро̀вич (на полски: Jerzy Franciszek Kawalerowicz) е полски режисьор и сценарист.

## Биография
Йежи Кавалерович е роден през 1922 г. в Гвоздец, днешна Украйна. В периода 1946 – 1948 г. следва в Краковската академия за изящни изкуства. Едновременно слуша и курс във Филмовия иниститут в Лодз, който по-късно е превърнат в Държавното висше филмово, телевизионно и театрално училище „Леон Шилер“. Работи като асистент Леонард Бучковски и Ванда Якубовска. Като режисьор дебютира през 1951 г. През 1955 г. става художествен директор на филмовото студио „Кадър“. Участва в създаването и става първи председател на Дружеството на полските кинодейци (1966 – 1978). През 1981 г. е избран за негов почетен председател. В периода 1985 – 1989 г. е народен представител, а през 1983 – 1986 председателства Комисията за кинематография. От 1980 г. преподава в лодзката филмова академия.
Двукратен носител на Ордена на възродена Полша (1954 и 1959). През 1998 г. е открита негова звезда на алеята на славата в Лодз. Доктор honoris causa на университета Париж ІІІ – новата Сорбона и на Национална академия за кино, телевизия и театър в Лодз.

## Творчество
Дебютира със соцреалистичния филм „Грамада“ през 1951 г. „Целулоза“ от 1953 г. е силно повлиян от италианския неореализъм. Обрат в кариерата му настъпва със „Сянка“ (1956) и „Истинският край на голямата война“ (1957), в които демонстрира умение да създава сложни в сюжетно и психологическо отношение филми. Световна слава му носи „Влак“ (1959), който го доближава до традицията на полската филмова школа. В края на 1950-те години получава Сребърна палма в Кан за филма „Игуменката Йоанна“, базиран върху повестта на Ярослав Ивашкевич. През 1965 г. снима суперпродукцията „Фараон“ по едноименния роман на Болеслав Прус, за която е номиниран за Оскар. През 2001 година екранизира романа на Хенрик Сенкевич „Quo Vadis“. Отличава се със своето внимание към историческите детайли и психологическата дълбочина на персонажите. За разлика от повечето представители на полската филмова школа се отдалечава от полската проблематика и се насочва към теми с универсално значение.